# Tour Down Under 2018
La 20.ª edición del Tour Down Under (llamado oficialmente: Santos Tour Down Under) fue una carrera de ciclismo en ruta por etapas que se celebró entre el 17 y el 21 de enero de 2018 en Australia con inicio en el puerto de Adelaida y final en la ciudad de Adelaida sobre un recorrido de 809,8 km.
La carrera formó parte del UCI WorldTour 2018, calendario ciclístico de máximo nivel mundial, siendo la primera carrera de dicho circuito.
La carrera fue ganada por el corredor sudafricano Daryl Impey del equipo Mitchelton-Scott, en segundo lugar Richie Porte (BMC Racing) y en tercer lugar Tom Slagter (Dimension Data).

## Equipos participantes
Tomaron parte en la carrera 19 equipos: 18 de categoría UCI WorldTeam y la selección nacional de Australia, formando así un pelotón de 131 ciclistas de los que acabaron 125. Los equipos participantes fueron:
| WorldTeams (18)- AG2R La Mondiale - Astana - BMC Racing Team - Bora-Hansgrohe - Dimension Data - EF Education First-Drapac p/b Cannondale - FDJ - Lotto Soudal - Movistar Team - Mitchelton-Scott - Quick-Step Floors - Sky - Team Sunweb - Bahrain-Merida - Katusha-Alpecin - Trek-Segafredo - Lotto NL-Jumbo - UAE Team Emirates translation for headoftableIII_translate index 39 not found- UniSA-Australia |
| |

## Carrera de exhibición
Dos días antes del comienzo del Tour Down Under se disputó una clásica de exhibición, no oficial de categoría .NE, en Adelaida, en la que participaron los ciclistas que iniciaron el Tour Down Under.

## Recorrido
El Tour Down Under dispuso de seis etapas para un recorrido total de 809,8 kilómetros, donde se contempla en las cinco primeras etapas algunas dificultades en varios puntos de la carrera. Así mismo, la quinta etapa terminó en la subida final a Willunga Hill con una ascensión de 3,5 kilómetros de longitud y 7% de desnivel, lo que a menudo desempeña un papel decisivo en la carrera. La etapa seis marca el final de la carrera con un circuito urbano por los alrededores del centro de Adelaida.
| Etapa     | Fecha     | Recorrido                    | type                   | Distancia (km) | Ganador       | Líder         |
| --------- | --------- | ---------------------------- | ---------------------- | -------------- | ------------- | ------------- |
| 1.ª etapa | 16 de ene | Port Adelaide – Lyndoch      | etapa llana            | 145            | André Greipel | André Greipel |
| 2.ª etapa | 17 de ene | Ciudad de Unley – Stirling   | etapa escarpada        | 148,6          | Caleb Ewan    | Caleb Ewan    |
| 3.ª etapa | 18 de ene | Glenelg – Victor Harbor      | etapa llana            | 120,5          | Elia Viviani  | Caleb Ewan    |
| 4.ª etapa | 19 de ene | Norwood – Uraidla            | etapa escarpada        | 128,2          | Peter Sagan   | Peter Sagan   |
| 5.ª etapa | 20 de ene | McLaren Vale – Willunga Hill | etapa de media montaña | 151,5          | Richie Porte  | Daryl Impey   |
| 6.ª etapa | 21 de ene | Adelaida – Adelaida          | etapa llana            | 90             | André Greipel | Daryl Impey   |

## Desarrollo de la carrera

### 1.ª etapa
| Port Adelaide - Lyndoch | etapa llana | (145 km) |

| \| Clasificación de la etapa \| Clasificación de la etapa \| Clasificación de la etapa \| Clasificación de la etapa \| Clasificación de la etapa \| \| Ciclista \| Ciclista \| Equipo \| Tiempo \| \| \| ------------------------- \| ------------------------- \| ------------------------- \| ------------------------- \| ------------------------- \| \| 1.º \| André Greipel \| Lotto-Soudal \| 3 h 50 min 21 s \| \| \| 2.º \| Caleb Ewan \| Mitchelton-Scott \| + 0 s \| \| \| 3.º \| Peter Sagan \| Bora-Hansgrohe \| + 0 s \| \| \| 4.º \| Elia Viviani \| Quick-Step Floors \| + 0 s \| \| \| 5.º \| Simone Consonni \| UAE Team Emirates \| + 0 s \| \| \| 6.º \| Phil Bauhaus \| Team Sunweb \| + 0 s \| \| \| 7.º \| Nathan Haas \| Katusha-Alpecin \| + 0 s \| \| \| 8.º \| Matteo Montaguti \| AG2R La Mondiale \| + 0 s \| \| \| 9.º \| Ramūnas Navardauskas \| Bahrain-Merida \| + 0 s \| \| \| 10.º \| Riccardo Minali \| Astana \| + 0 s \| \| |                      |                   |                 |
| |                      |                   |                 |
| Fuente: ProCyclingStats |                      |                   |                 |
| Clasificación de la etapa |                      |                   |                 |
| Ciclista | Ciclista             | Equipo            | Tiempo          |
| 1.º | André Greipel        | Lotto-Soudal      | 3 h 50 min 21 s |
| 2.º | Caleb Ewan           | Mitchelton-Scott  | + 0 s           |
| 3.º | Peter Sagan          | Bora-Hansgrohe    | + 0 s           |
| 4.º | Elia Viviani         | Quick-Step Floors | + 0 s           |
| 5.º | Simone Consonni      | UAE Team Emirates | + 0 s           |
| 6.º | Phil Bauhaus         | Team Sunweb       | + 0 s           |
| 7.º | Nathan Haas          | Katusha-Alpecin   | + 0 s           |
| 8.º | Matteo Montaguti     | AG2R La Mondiale  | + 0 s           |
| 9.º | Ramūnas Navardauskas | Bahrain-Merida    | + 0 s           |
| 10.º | Riccardo Minali      | Astana            | + 0 s           |

| \| Clasificación general \| Clasificación general \| Clasificación general \| Clasificación general \| Clasificación general \| \| Ciclista \| Ciclista \| Equipo \| Tiempo \| \| \| --------------------- \| --------------------- \| ------------------------- \| --------------------- \| --------------------- \| \| 1.º \| André Greipel \| Lotto-Soudal \| 3 h 50 min 11 s \| \| \| 2.º \| Caleb Ewan \| Mitchelton-Scott \| + 4 s \| \| \| 3.º \| William Clarke \| EF Education First-Drapac \| + 4 s \| \| \| 4.º \| Peter Sagan \| Bora-Hansgrohe \| + 6 s \| \| \| 5.º \| Nicolas Dlamini \| Dimension Data \| + 6 s \| \| \| 6.º \| Nathan Haas \| Katusha-Alpecin \| + 9 s \| \| \| 7.º \| Jhonatan Restrepo \| Katusha-Alpecin \| + 9 s \| \| \| 8.º \| Elia Viviani \| Quick-Step Floors \| + 10 s \| \| \| 9.º \| Simone Consonni \| UAE Team Emirates \| + 10 s \| \| \| 10.º \| Phil Bauhaus \| Team Sunweb \| + 10 s \| \| |                   |                           |                 |
| |                   |                           |                 |
| Fuente: ProCyclingStats |                   |                           |                 |
| Clasificación general |                   |                           |                 |
| Ciclista | Ciclista          | Equipo                    | Tiempo          |
| 1.º | André Greipel     | Lotto-Soudal              | 3 h 50 min 11 s |
| 2.º | Caleb Ewan        | Mitchelton-Scott          | + 4 s           |
| 3.º | William Clarke    | EF Education First-Drapac | + 4 s           |
| 4.º | Peter Sagan       | Bora-Hansgrohe            | + 6 s           |
| 5.º | Nicolas Dlamini   | Dimension Data            | + 6 s           |
| 6.º | Nathan Haas       | Katusha-Alpecin           | + 9 s           |
| 7.º | Jhonatan Restrepo | Katusha-Alpecin           | + 9 s           |
| 8.º | Elia Viviani      | Quick-Step Floors         | + 10 s          |
| 9.º | Simone Consonni   | UAE Team Emirates         | + 10 s          |
| 10.º | Phil Bauhaus      | Team Sunweb               | + 10 s          |

### 2.ª etapa
| Ciudad de Unley - Stirling | etapa escarpada | (148,6 km) |

| \| Clasificación de la etapa \| Clasificación de la etapa \| Clasificación de la etapa \| Clasificación de la etapa \| Clasificación de la etapa \| \| Ciclista \| Ciclista \| Equipo \| Tiempo \| \| \| ------------------------- \| ------------------------- \| ------------------------- \| ------------------------- \| ------------------------- \| \| 1.º \| Caleb Ewan \| Mitchelton-Scott \| 4 h 03 min 55 s \| \| \| 2.º \| Daryl Impey \| Mitchelton-Scott \| + 0 s \| \| \| 3.º \| Jay McCarthy \| Bora-Hansgrohe \| + 0 s \| \| \| 4.º \| Peter Sagan \| Bora-Hansgrohe \| + 0 s \| \| \| 5.º \| Nathan Haas \| Katusha-Alpecin \| + 0 s \| \| \| 6.º \| Elia Viviani \| Quick-Step Floors \| + 0 s \| \| \| 7.º \| Gorka Izagirre \| Bahrain-Merida \| + 0 s \| \| \| 8.º \| Domenico Pozzovivo \| Bahrain-Merida \| + 0 s \| \| \| 9.º \| Luis León Sánchez \| Astana \| + 0 s \| \| \| 10.º \| Carlos Barbero \| Movistar Team \| + 0 s \| \| |                    |                   |                 |
| |                    |                   |                 |
| Fuente: ProCyclingStats |                    |                   |                 |
| Clasificación de la etapa |                    |                   |                 |
| Ciclista | Ciclista           | Equipo            | Tiempo          |
| 1.º | Caleb Ewan         | Mitchelton-Scott  | 4 h 03 min 55 s |
| 2.º | Daryl Impey        | Mitchelton-Scott  | + 0 s           |
| 3.º | Jay McCarthy       | Bora-Hansgrohe    | + 0 s           |
| 4.º | Peter Sagan        | Bora-Hansgrohe    | + 0 s           |
| 5.º | Nathan Haas        | Katusha-Alpecin   | + 0 s           |
| 6.º | Elia Viviani       | Quick-Step Floors | + 0 s           |
| 7.º | Gorka Izagirre     | Bahrain-Merida    | + 0 s           |
| 8.º | Domenico Pozzovivo | Bahrain-Merida    | + 0 s           |
| 9.º | Luis León Sánchez  | Astana            | + 0 s           |
| 10.º | Carlos Barbero     | Movistar Team     | + 0 s           |

| \| Clasificación general \| Clasificación general \| Clasificación general \| Clasificación general \| Clasificación general \| \| Ciclista \| Ciclista \| Equipo \| Tiempo \| \| \| --------------------- \| --------------------- \| --------------------- \| --------------------- \| --------------------- \| \| 1.º \| Caleb Ewan \| Mitchelton-Scott \| 7 h 54 min 00 s \| \| \| 2.º \| Daryl Impey \| Mitchelton-Scott \| + 10 s \| \| \| 3.º \| Peter Sagan \| Bora-Hansgrohe \| + 12 s \| \| \| 4.º \| Jay McCarthy \| Bora-Hansgrohe \| + 12 s \| \| \| 5.º \| Nathan Haas \| Katusha-Alpecin \| + 15 s \| \| \| 6.º \| Jhonatan Restrepo \| Katusha-Alpecin \| + 15 s \| \| \| 7.º \| Elia Viviani \| Quick-Step Floors \| + 16 s \| \| \| 8.º \| Simone Consonni \| UAE Team Emirates \| + 16 s \| \| \| 9.º \| Carlos Barbero \| Movistar Team \| + 16 s \| \| \| 10.º \| Anthony Roux \| FDJ \| + 16 s \| \| |                   |                   |                 |
| |                   |                   |                 |
| Fuente: ProCyclingStats |                   |                   |                 |
| Clasificación general |                   |                   |                 |
| Ciclista | Ciclista          | Equipo            | Tiempo          |
| 1.º | Caleb Ewan        | Mitchelton-Scott  | 7 h 54 min 00 s |
| 2.º | Daryl Impey       | Mitchelton-Scott  | + 10 s          |
| 3.º | Peter Sagan       | Bora-Hansgrohe    | + 12 s          |
| 4.º | Jay McCarthy      | Bora-Hansgrohe    | + 12 s          |
| 5.º | Nathan Haas       | Katusha-Alpecin   | + 15 s          |
| 6.º | Jhonatan Restrepo | Katusha-Alpecin   | + 15 s          |
| 7.º | Elia Viviani      | Quick-Step Floors | + 16 s          |
| 8.º | Simone Consonni   | UAE Team Emirates | + 16 s          |
| 9.º | Carlos Barbero    | Movistar Team     | + 16 s          |
| 10.º | Anthony Roux      | FDJ               | + 16 s          |

### 3.ª etapa
| Glenelg - Victor Harbor | etapa llana | (120,5 km) |

| \| Clasificación de la etapa \| Clasificación de la etapa \| Clasificación de la etapa \| Clasificación de la etapa \| Clasificación de la etapa \| \| Ciclista \| Ciclista \| Equipo \| Tiempo \| \| \| ------------------------- \| ------------------------- \| ------------------------- \| ------------------------- \| ------------------------- \| \| 1.º \| Elia Viviani \| Quick-Step Floors \| 3 h 04 min 40 s \| \| \| 2.º \| Phil Bauhaus \| Team Sunweb \| + 0 s \| \| \| 3.º \| Caleb Ewan \| Mitchelton-Scott \| + 0 s \| \| \| 4.º \| Simone Consonni \| UAE Team Emirates \| + 0 s \| \| \| 5.º \| Peter Sagan \| Bora-Hansgrohe \| + 0 s \| \| \| 6.º \| Simon Clarke \| EF Education First-Drapac \| + 0 s \| \| \| 7.º \| Alexander Edmondson \| Mitchelton-Scott \| + 0 s \| \| \| 8.º \| Zakkari Dempster \| UniSA-Australia \| + 0 s \| \| \| 9.º \| Dries Devenyns \| Quick-Step Floors \| + 0 s \| \| \| 10.º \| Jay McCarthy \| Bora-Hansgrohe \| + 0 s \| \| |                     |                           |                 |
| |                     |                           |                 |
| Fuente: ProCyclingStats |                     |                           |                 |
| Clasificación de la etapa |                     |                           |                 |
| Ciclista | Ciclista            | Equipo                    | Tiempo          |
| 1.º | Elia Viviani        | Quick-Step Floors         | 3 h 04 min 40 s |
| 2.º | Phil Bauhaus        | Team Sunweb               | + 0 s           |
| 3.º | Caleb Ewan          | Mitchelton-Scott          | + 0 s           |
| 4.º | Simone Consonni     | UAE Team Emirates         | + 0 s           |
| 5.º | Peter Sagan         | Bora-Hansgrohe            | + 0 s           |
| 6.º | Simon Clarke        | EF Education First-Drapac | + 0 s           |
| 7.º | Alexander Edmondson | Mitchelton-Scott          | + 0 s           |
| 8.º | Zakkari Dempster    | UniSA-Australia           | + 0 s           |
| 9.º | Dries Devenyns      | Quick-Step Floors         | + 0 s           |
| 10.º | Jay McCarthy        | Bora-Hansgrohe            | + 0 s           |

| \| Clasificación general \| Clasificación general \| Clasificación general \| Clasificación general \| Clasificación general \| \| Ciclista \| Ciclista \| Equipo \| Tiempo \| \| \| --------------------- \| --------------------- \| --------------------- \| --------------------- \| --------------------- \| \| 1.º \| Caleb Ewan \| Mitchelton-Scott \| 10 h 58 min 36 s \| \| \| 2.º \| Elia Viviani \| Quick-Step Floors \| + 10 s \| \| \| 3.º \| Daryl Impey \| Mitchelton-Scott \| + 14 s \| \| \| 4.º \| Jay McCarthy \| Bora-Hansgrohe \| + 15 s \| \| \| 5.º \| Peter Sagan \| Bora-Hansgrohe \| + 16 s \| \| \| 6.º \| Nathan Haas \| Katusha-Alpecin \| + 17 s \| \| \| 7.º \| Jhonatan Restrepo \| Katusha-Alpecin \| + 19 s \| \| \| 8.º \| Simone Consonni \| UAE Team Emirates \| + 20 s \| \| \| 9.º \| Robert Gesink \| LottoNL-Jumbo \| + 20 s \| \| \| 10.º \| Anthony Roux \| FDJ \| + 20 s \| \| |                   |                   |                  |
| |                   |                   |                  |
| Fuente: ProCyclingStats |                   |                   |                  |
| Clasificación general |                   |                   |                  |
| Ciclista | Ciclista          | Equipo            | Tiempo           |
| 1.º | Caleb Ewan        | Mitchelton-Scott  | 10 h 58 min 36 s |
| 2.º | Elia Viviani      | Quick-Step Floors | + 10 s           |
| 3.º | Daryl Impey       | Mitchelton-Scott  | + 14 s           |
| 4.º | Jay McCarthy      | Bora-Hansgrohe    | + 15 s           |
| 5.º | Peter Sagan       | Bora-Hansgrohe    | + 16 s           |
| 6.º | Nathan Haas       | Katusha-Alpecin   | + 17 s           |
| 7.º | Jhonatan Restrepo | Katusha-Alpecin   | + 19 s           |
| 8.º | Simone Consonni   | UAE Team Emirates | + 20 s           |
| 9.º | Robert Gesink     | LottoNL-Jumbo     | + 20 s           |
| 10.º | Anthony Roux      | FDJ               | + 20 s           |

### 4.ª etapa
| Norwood - Uraidla | etapa escarpada | (128,2 km) |

| \| Clasificación de la etapa \| Clasificación de la etapa \| Clasificación de la etapa \| Clasificación de la etapa \| Clasificación de la etapa \| \| Ciclista \| Ciclista \| Equipo \| Tiempo \| \| \| ------------------------- \| ------------------------- \| ------------------------- \| ------------------------- \| ------------------------- \| \| 1.º \| Peter Sagan \| Bora-Hansgrohe \| 3 h 21 min 07 s \| \| \| 2.º \| Daryl Impey \| Mitchelton-Scott \| + 0 s \| \| \| 3.º \| Luis León Sánchez \| Astana \| + 0 s \| \| \| 4.º \| Diego Ulissi \| UAE Team Emirates \| + 0 s \| \| \| 5.º \| Jay McCarthy \| Bora-Hansgrohe \| + 0 s \| \| \| 6.º \| Dries Devenyns \| Quick-Step Floors \| + 0 s \| \| \| 7.º \| Domenico Pozzovivo \| Bahrain-Merida \| + 0 s \| \| \| 8.º \| Rui Alberto Costa \| UAE Team Emirates \| + 0 s \| \| \| 9.º \| Pierre Latour \| AG2R La Mondiale \| + 0 s \| \| \| 10.º \| Laurent Didier \| Trek-Segafredo \| + 0 s \| \| |                    |                   |                 |
| |                    |                   |                 |
| Fuente: ProCyclingStats |                    |                   |                 |
| Clasificación de la etapa |                    |                   |                 |
| Ciclista | Ciclista           | Equipo            | Tiempo          |
| 1.º | Peter Sagan        | Bora-Hansgrohe    | 3 h 21 min 07 s |
| 2.º | Daryl Impey        | Mitchelton-Scott  | + 0 s           |
| 3.º | Luis León Sánchez  | Astana            | + 0 s           |
| 4.º | Diego Ulissi       | UAE Team Emirates | + 0 s           |
| 5.º | Jay McCarthy       | Bora-Hansgrohe    | + 0 s           |
| 6.º | Dries Devenyns     | Quick-Step Floors | + 0 s           |
| 7.º | Domenico Pozzovivo | Bahrain-Merida    | + 0 s           |
| 8.º | Rui Alberto Costa  | UAE Team Emirates | + 0 s           |
| 9.º | Pierre Latour      | AG2R La Mondiale  | + 0 s           |
| 10.º | Laurent Didier     | Trek-Segafredo    | + 0 s           |

| \| Clasificación general \| Clasificación general \| Clasificación general \| Clasificación general \| Clasificación general \| \| Ciclista \| Ciclista \| Equipo \| Tiempo \| \| \| --------------------- \| --------------------- \| --------------------- \| --------------------- \| --------------------- \| \| 1.º \| Peter Sagan \| Bora-Hansgrohe \| 14 h 19 min 49 s \| \| \| 2.º \| Daryl Impey \| Mitchelton-Scott \| + 2 s \| \| \| 3.º \| Jay McCarthy \| Bora-Hansgrohe \| + 9 s \| \| \| 4.º \| Luis León Sánchez \| Astana \| + 10 s \| \| \| 5.º \| Diego Ulissi \| UAE Team Emirates \| + 14 s \| \| \| 6.º \| Robert Gesink \| LottoNL-Jumbo \| + 14 s \| \| \| 7.º \| Rui Alberto Costa \| UAE Team Emirates \| + 14 s \| \| \| 8.º \| George Bennett \| LottoNL-Jumbo \| + 14 s \| \| \| 9.º \| Dries Devenyns \| Quick-Step Floors \| + 14 s \| \| \| 10.º \| Egan Bernal \| Team Sky \| + 14 s \| \| |                   |                   |                  |
| |                   |                   |                  |
| Fuente: ProCyclingStats |                   |                   |                  |
| Clasificación general |                   |                   |                  |
| Ciclista | Ciclista          | Equipo            | Tiempo           |
| 1.º | Peter Sagan       | Bora-Hansgrohe    | 14 h 19 min 49 s |
| 2.º | Daryl Impey       | Mitchelton-Scott  | + 2 s            |
| 3.º | Jay McCarthy      | Bora-Hansgrohe    | + 9 s            |
| 4.º | Luis León Sánchez | Astana            | + 10 s           |
| 5.º | Diego Ulissi      | UAE Team Emirates | + 14 s           |
| 6.º | Robert Gesink     | LottoNL-Jumbo     | + 14 s           |
| 7.º | Rui Alberto Costa | UAE Team Emirates | + 14 s           |
| 8.º | George Bennett    | LottoNL-Jumbo     | + 14 s           |
| 9.º | Dries Devenyns    | Quick-Step Floors | + 14 s           |
| 10.º | Egan Bernal       | Team Sky          | + 14 s           |

### 5.ª etapa
| McLaren Vale - Willunga Hill | etapa de media montaña | (151,5 km) |

| \| Clasificación de la etapa \| Clasificación de la etapa \| Clasificación de la etapa \| Clasificación de la etapa \| Clasificación de la etapa \| \| Ciclista \| Ciclista \| Equipo \| Tiempo \| \| \| ------------------------- \| ------------------------- \| ------------------------- \| ------------------------- \| ------------------------- \| \| 1.º \| Richie Porte \| BMC Racing Team \| 3 h 42 min 22 s \| \| \| 2.º \| Daryl Impey \| Mitchelton-Scott \| + 8 s \| \| \| 3.º \| Tom Slagter \| Dimension Data \| + 10 s \| \| \| 4.º \| Dries Devenyns \| Quick-Step Floors \| + 10 s \| \| \| 5.º \| Egan Bernal \| Team Sky \| + 10 s \| \| \| 6.º \| Gorka Izagirre \| Bahrain-Merida \| + 10 s \| \| \| 7.º \| Diego Ulissi \| UAE Team Emirates \| + 10 s \| \| \| 8.º \| Robert Gesink \| LottoNL-Jumbo \| + 14 s \| \| \| 9.º \| Ion Izagirre \| Bahrain-Merida \| + 14 s \| \| \| 10.º \| Ruben Guerreiro \| Trek-Segafredo \| + 14 s \| \| |                 |                   |                 |
| |                 |                   |                 |
| Fuente: ProCyclingStats |                 |                   |                 |
| Clasificación de la etapa |                 |                   |                 |
| Ciclista | Ciclista        | Equipo            | Tiempo          |
| 1.º | Richie Porte    | BMC Racing Team   | 3 h 42 min 22 s |
| 2.º | Daryl Impey     | Mitchelton-Scott  | + 8 s           |
| 3.º | Tom Slagter     | Dimension Data    | + 10 s          |
| 4.º | Dries Devenyns  | Quick-Step Floors | + 10 s          |
| 5.º | Egan Bernal     | Team Sky          | + 10 s          |
| 6.º | Gorka Izagirre  | Bahrain-Merida    | + 10 s          |
| 7.º | Diego Ulissi    | UAE Team Emirates | + 10 s          |
| 8.º | Robert Gesink   | LottoNL-Jumbo     | + 14 s          |
| 9.º | Ion Izagirre    | Bahrain-Merida    | + 14 s          |
| 10.º | Ruben Guerreiro | Trek-Segafredo    | + 14 s          |

| \| Clasificación general \| Clasificación general \| Clasificación general \| Clasificación general \| Clasificación general \| \| Ciclista \| Ciclista \| Equipo \| Tiempo \| \| \| --------------------- \| --------------------- \| --------------------- \| --------------------- \| --------------------- \| \| 1.º \| Daryl Impey \| Mitchelton-Scott \| 18 h 02 min 15 s \| \| \| 2.º \| Richie Porte \| BMC Racing Team \| + 0 s \| \| \| 3.º \| Tom Slagter \| Dimension Data \| + 14 s \| \| \| 4.º \| Diego Ulissi \| UAE Team Emirates \| + 20 s \| \| \| 5.º \| Dries Devenyns \| Quick-Step Floors \| + 20 s \| \| \| 6.º \| Egan Bernal \| Team Sky \| + 20 s \| \| \| 7.º \| Gorka Izagirre \| Bahrain-Merida \| + 20 s \| \| \| 8.º \| Robert Gesink \| LottoNL-Jumbo \| + 24 s \| \| \| 9.º \| George Bennett \| LottoNL-Jumbo \| + 24 s \| \| \| 10.º \| Ion Izagirre \| Bahrain-Merida \| + 24 s \| \| |                |                   |                  |
| |                |                   |                  |
| Fuente: ProCyclingStats |                |                   |                  |
| Clasificación general |                |                   |                  |
| Ciclista | Ciclista       | Equipo            | Tiempo           |
| 1.º | Daryl Impey    | Mitchelton-Scott  | 18 h 02 min 15 s |
| 2.º | Richie Porte   | BMC Racing Team   | + 0 s            |
| 3.º | Tom Slagter    | Dimension Data    | + 14 s           |
| 4.º | Diego Ulissi   | UAE Team Emirates | + 20 s           |
| 5.º | Dries Devenyns | Quick-Step Floors | + 20 s           |
| 6.º | Egan Bernal    | Team Sky          | + 20 s           |
| 7.º | Gorka Izagirre | Bahrain-Merida    | + 20 s           |
| 8.º | Robert Gesink  | LottoNL-Jumbo     | + 24 s           |
| 9.º | George Bennett | LottoNL-Jumbo     | + 24 s           |
| 10.º | Ion Izagirre   | Bahrain-Merida    | + 24 s           |

### 6.ª etapa
| Adelaida - Adelaida | etapa llana | (90 km) |

| \| Clasificación de la etapa \| Clasificación de la etapa \| Clasificación de la etapa \| Clasificación de la etapa \| Clasificación de la etapa \| \| Ciclista \| Ciclista \| Equipo \| Tiempo \| \| \| ------------------------- \| ------------------------- \| ------------------------- \| ------------------------- \| ------------------------- \| \| 1.º \| André Greipel \| Lotto-Soudal \| 2 h 01 min 19 s \| \| \| 2.º \| Caleb Ewan \| Mitchelton-Scott \| + 0 s \| \| \| 3.º \| Peter Sagan \| Bora-Hansgrohe \| + 0 s \| \| \| 4.º \| Phil Bauhaus \| Team Sunweb \| + 0 s \| \| \| 5.º \| Elia Viviani \| Quick-Step Floors \| + 0 s \| \| \| 6.º \| Steele Von Hoff \| UniSA-Australia \| + 0 s \| \| \| 7.º \| Simone Consonni \| UAE Team Emirates \| + 0 s \| \| \| 8.º \| Mads Pedersen \| Trek-Segafredo \| + 0 s \| \| \| 9.º \| Carlos Barbero \| Movistar Team \| + 0 s \| \| \| 10.º \| Mads Würtz \| Katusha-Alpecin \| + 0 s \| \| |                 |                   |                 |
| |                 |                   |                 |
| Fuente: ProCyclingStats |                 |                   |                 |
| Clasificación de la etapa |                 |                   |                 |
| Ciclista | Ciclista        | Equipo            | Tiempo          |
| 1.º | André Greipel   | Lotto-Soudal      | 2 h 01 min 19 s |
| 2.º | Caleb Ewan      | Mitchelton-Scott  | + 0 s           |
| 3.º | Peter Sagan     | Bora-Hansgrohe    | + 0 s           |
| 4.º | Phil Bauhaus    | Team Sunweb       | + 0 s           |
| 5.º | Elia Viviani    | Quick-Step Floors | + 0 s           |
| 6.º | Steele Von Hoff | UniSA-Australia   | + 0 s           |
| 7.º | Simone Consonni | UAE Team Emirates | + 0 s           |
| 8.º | Mads Pedersen   | Trek-Segafredo    | + 0 s           |
| 9.º | Carlos Barbero  | Movistar Team     | + 0 s           |
| 10.º | Mads Würtz      | Katusha-Alpecin   | + 0 s           |

## Clasificaciones finales
- Las clasificaciones finalizaron de la siguiente forma:[4]

### Clasificación general
| \| Clasificación general \| Clasificación general \| Clasificación general \| Clasificación general \| Clasificación general \| \| Ciclista \| Ciclista \| Equipo \| Tiempo \| \| \| --------------------- \| --------------------- \| --------------------- \| --------------------- \| --------------------- \| \| 1.º \| Daryl Impey \| Mitchelton-Scott \| 20 h 03 min 34 s \| \| \| 2.º \| Richie Porte \| BMC Racing Team \| + 0 s \| \| \| 3.º \| Tom Slagter \| Dimension Data \| + 16 s \| \| \| 4.º \| Diego Ulissi \| UAE Team Emirates \| + 20 s \| \| \| 5.º \| Dries Devenyns \| Quick-Step Floors \| + 20 s \| \| \| 6.º \| Egan Bernal \| Team Sky \| + 20 s \| \| \| 7.º \| Gorka Izagirre \| Bahrain-Merida \| + 20 s \| \| \| 8.º \| Luis León Sánchez \| Astana \| + 23 s \| \| \| 9.º \| Ruben Guerreiro \| Trek-Segafredo \| + 23 s \| \| \| 10.º \| Robert Gesink \| LottoNL-Jumbo \| + 24 s \| \| |                   |                   |                  |
| |                   |                   |                  |
| Fuente: ProCyclingStats |                   |                   |                  |
| Clasificación general |                   |                   |                  |
| Ciclista | Ciclista          | Equipo            | Tiempo           |
| 1.º | Daryl Impey       | Mitchelton-Scott  | 20 h 03 min 34 s |
| 2.º | Richie Porte      | BMC Racing Team   | + 0 s            |
| 3.º | Tom Slagter       | Dimension Data    | + 16 s           |
| 4.º | Diego Ulissi      | UAE Team Emirates | + 20 s           |
| 5.º | Dries Devenyns    | Quick-Step Floors | + 20 s           |
| 6.º | Egan Bernal       | Team Sky          | + 20 s           |
| 7.º | Gorka Izagirre    | Bahrain-Merida    | + 20 s           |
| 8.º | Luis León Sánchez | Astana            | + 23 s           |
| 9.º | Ruben Guerreiro   | Trek-Segafredo    | + 23 s           |
| 10.º | Robert Gesink     | LottoNL-Jumbo     | + 24 s           |

### Clasificación de la montaña
| Clasificación de la montaña | Clasificación de la montaña | Clasificación de la montaña | Clasificación de la montaña | Clasificación de la montaña |
| Ciclista                    | Ciclista                    | Equipo                      | Puntos                      |                             |
| --------------------------- | --------------------------- | --------------------------- | --------------------------- | --------------------------- |
| 1.º                         | Nicolas Dlamini             | Dimension Data              | 48 pts                      |                             |
| 2.º                         | Richie Porte                | BMC Racing Team             | 36 pts                      |                             |
| 3.º                         | Scott Bowden                | UniSA-Australia             | 26 pts                      |                             |
| 4.º                         | Thomas de Gendt             | Lotto-Soudal                | 17 pts                      |                             |
| 5.º                         | Simon Gerrans               | BMC Racing Team             | 16 pts                      |                             |
| 6.º                         | Daryl Impey                 | Mitchelton-Scott            | 12 pts                      |                             |
| 7.º                         | William Clarke              | EF Education First-Drapac   | 12 pts                      |                             |
| 8.º                         | Tom Slagter                 | Dimension Data              | 8 pts                       |                             |
| 9.º                         | Gorka Izagirre              | Bahrain-Merida              | 8 pts                       |                             |
| 10.º                        | Brendan Canty               | EF Education First-Drapac   | 8 pts                       |                             |

### Clasificación de las metas volantes
| Clasificación por puntos | Clasificación por puntos | Clasificación por puntos | Clasificación por puntos | Clasificación por puntos |
| Ciclista                 | Ciclista                 | Equipo                   | Puntos                   |                          |
| ------------------------ | ------------------------ | ------------------------ | ------------------------ | ------------------------ |
| 1.º                      | Peter Sagan              | Bora-Hansgrohe           | 64 pts                   |                          |
| 2.º                      | Caleb Ewan               | Mitchelton-Scott         | 56 pts                   |                          |
| 3.º                      | Elia Viviani             | Quick-Step Floors        | 52 pts                   |                          |
| 4.º                      | Daryl Impey              | Mitchelton-Scott         | 42 pts                   |                          |
| 5.º                      | Phil Bauhaus             | Team Sunweb              | 36 pts                   |                          |
| 6.º                      | Jay McCarthy             | Bora-Hansgrohe           | 32 pts                   |                          |
| 7.º                      | Simone Consonni          | UAE Team Emirates        | 32 pts                   |                          |
| 8.º                      | André Greipel            | Lotto-Soudal             | 30 pts                   |                          |
| 9.º                      | Dries Devenyns           | Quick-Step Floors        | 29 pts                   |                          |
| 10.º                     | Nathan Haas              | Katusha-Alpecin          | 25 pts                   |                          |

### Clasificación de los jóvenes
| Clasificación del mejor joven | Clasificación del mejor joven | Clasificación del mejor joven | Clasificación del mejor joven | Clasificación del mejor joven |
| Ciclista                      | Ciclista                      | Equipo                        | Tiempo                        |                               |
| ----------------------------- | ----------------------------- | ----------------------------- | ----------------------------- | ----------------------------- |
| 1.º                           | Egan Bernal                   | Team Sky                      | 20 h 03 min 54 s              |                               |
| 2.º                           | Ruben Guerreiro               | Trek-Segafredo                | + 3 s                         |                               |
| 3.º                           | Pierre Latour                 | AG2R La Mondiale              | + 4 s                         |                               |
| 4.º                           | Sam Oomen                     | Team Sunweb                   | + 4 s                         |                               |
| 5.º                           | Chris Hamilton                | Team Sunweb                   | + 4 s                         |                               |
| 6.º                           | Enric Mas                     | Quick-Step Floors             | + 4 s                         |                               |
| 7.º                           | Ben O'Connor                  | Dimension Data                | + 6 s                         |                               |
| 8.º                           | Scott Davies                  | Dimension Data                | + 25 s                        |                               |
| 9.º                           | Marc Soler                    | Movistar Team                 | + 2 min 49 s                  |                               |
| 10.º                          | Niklas Eg                     | Trek-Segafredo                | + 5 min 04 s                  |                               |

### Clasificación por equipos
| Clasificación por equipos | Clasificación por equipos                | Clasificación por equipos | Clasificación por equipos |
| Equipo                    | Equipo                                   | Tiempo                    |                           |
| ------------------------- | ---------------------------------------- | ------------------------- | ------------------------- |
| 1.º                       | Bahrain-Merida                           | 60 h 11 min 50 s          |                           |
| 2.º                       | Dimension Data                           | + 26 s                    |                           |
| 3.º                       | Quick-Step Floors                        | + 1 min 04 s              |                           |
| 4.º                       | Team Sunweb                              | + 1 min 06 s              |                           |
| 5.º                       | AG2R La Mondiale                         | + 5 min 36 s              |                           |
| 6.º                       | EF Education First-Drapac p/b Cannondale | + 5 min 37 s              |                           |
| 7.º                       | Trek-Segafredo                           | + 6 min 37 s              |                           |
| 8.º                       | UAE Team Emirates                        | + 7 min 20 s              |                           |
| 9.º                       | BMC Racing Team                          | + 7 min 36 s              |                           |
| 10.º                      | Lotto NL-Jumbo                           | + 10 min 37 s             |                           |

## Evolución de las clasificaciones
| Etapa (Vencedor)          | Clasificación general | Clasificación de la montaña | Clasificación de los puntos | Clasificación de los jóvenes | Clasificación por equipos |
| ------------------------- | --------------------- | --------------------------- | --------------------------- | ---------------------------- | ------------------------- |
| 1.ª etapa (André Greipel) | André Greipel         | Nicolas Dlamini             | André Greipel               | Caleb Ewan                   | Bora-Hansgrohe            |
| 2.ª etapa (Caleb Ewan)    | Caleb Ewan            | Nicolas Dlamini             | Caleb Ewan                  | Caleb Ewan                   | Bahrain Merida            |
| 3.ª etapa (Elia Viviani)  | Caleb Ewan            | Nicolas Dlamini             | Caleb Ewan                  | Caleb Ewan                   | Bahrain Merida            |
| 4.ª etapa (Peter Sagan)   | Peter Sagan           | Nicolas Dlamini             | Peter Sagan                 | Egan Bernal                  | Bahrain Merida            |
| 5.ª etapa (Richie Porte)  | Daryl Impey           | Nicolas Dlamini             | Peter Sagan                 | Egan Bernal                  | Bahrain Merida            |
| 6.ª etapa (André Greipel) | Daryl Impey           | Nicolas Dlamini             | Peter Sagan                 | Egan Bernal                  | Bahrain Merida            |
| Final                     | Daryl Impey           | Nicolas Dlamini             | Peter Sagan                 | Egan Bernal                  | Bahrain Merida            |

## UCI World Ranking
El Tour Down Under otorgó puntos para el UCI WorldTour 2018 y el UCI World Ranking, este último para corredores de los equipos en las categorías UCI WorldTeam, Profesional Continental y Continental. Las siguientes tablas muestran el baremo de puntuación y los 10 corredores que obtuvieron más puntos:
| Posición              | 1.º | 2.º | 3.º | 4.º | 5.º | 6.º | 7.º | 8.º | 9.º | 10.º | 11.º | 12.º | 13.º | 14.º | 15.º | 16.º-20.º | 21.º-30.º | 31.º-50.º | 51.º-55.º | 56.º-60.º |
| Clasificación general | 500 | 400 | 325 | 275 | 225 | 175 | 150 | 125 | 100 | 85   | 70   | 60   | 50   | 40   | 35   | 30        | 20        | 10        | 5         | 3         |
| Por etapa             | 60  | 25  | 10  |     |     |     |     |     |     |      |      |      |      |      |      |           |           |           |           |           |
| Líder                 | 10  |     |     |     |     |     |     |     |     |      |      |      |      |      |      |           |           |           |           |           |

| Clasificación |                   |                   |         |       |       |       |
| Posición      | Ciclista          | Equipo            | General | Etapa | Líder | Total |
| ------------- | ----------------- | ----------------- | ------- | ----- | ----- | ----- |
| 1.º           | Daryl Impey       | Mitchelton-Scott  | 500     | 75    | 5     | 580   |
| 2.º           | Richie Porte      | BMC Racing        | 400     | 60    | -     | 460   |
| 3.º           | Tom Slagter       | Dimension Data    | 325     | 10    | -     | 335   |
| 4.º           | Diego Ulissi      | UAE Emirates      | 275     | -     | -     | 275   |
| 5.º           | Dries Devenyns    | Quick-Step Floors | 225     | -     | -     | 225   |
| 6.º           | Egan Bernal       | Sky               | 175     | -     | -     | 175   |
| 7.º           | Gorka Izagirre    | Bahrain Merida    | 150     | -     | -     | 150   |
| 8.º           | Caleb Ewan        | Mitchelton-Scott  | -       | 120   | 20    | 140   |
| 9.º           | Luis León Sánchez | Astana            | 125     | 10    | -     | 135   |
| 10.º          | André Greipel     | Lotto Soudal      | -       | 120   | 10    | 130   |